# 袁聞柝

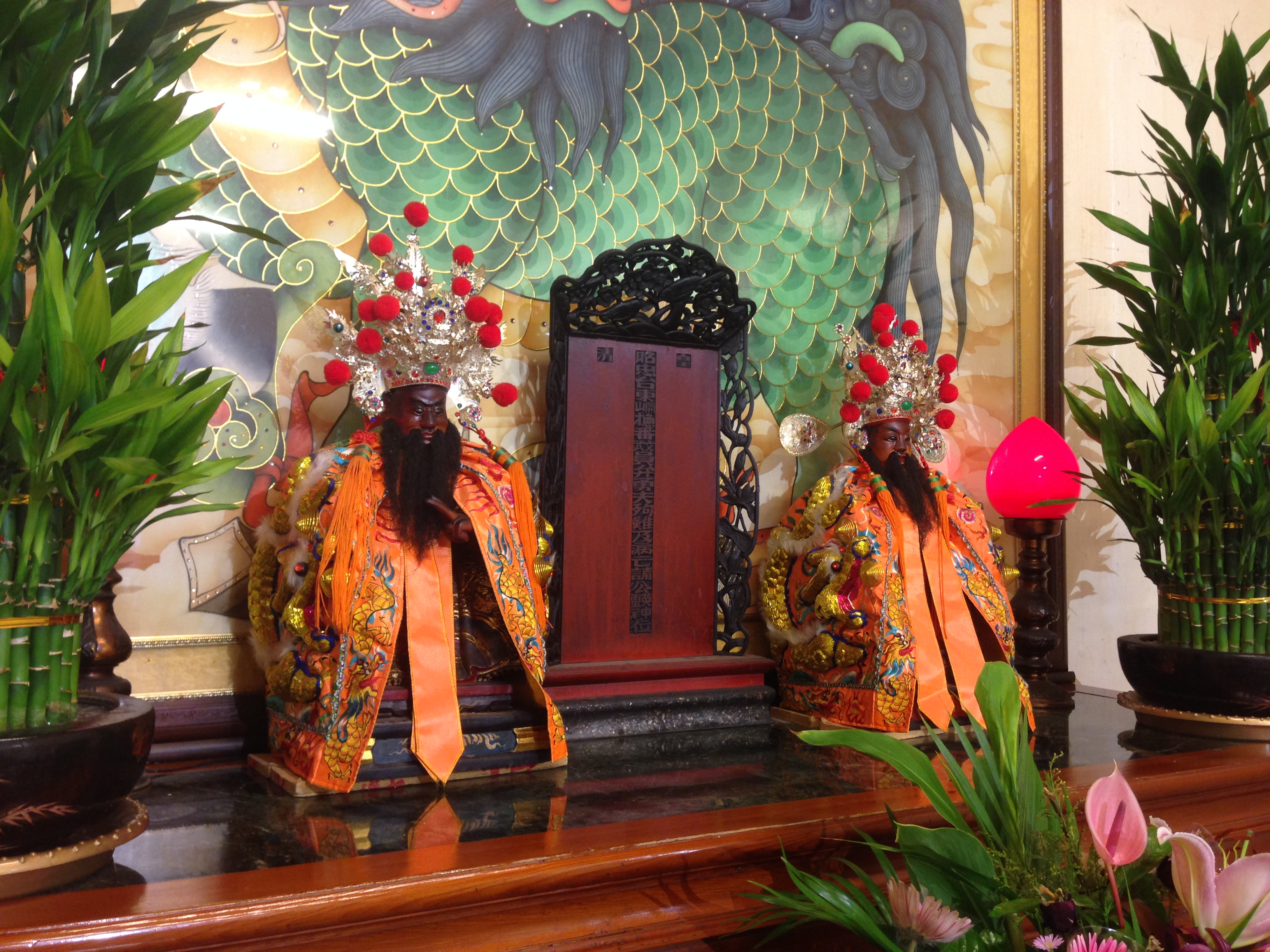
左祀袁聞柝的台東天后宮昭忠祠。

袁聞柝（1821年—1884年），字抱關，號警齋，江西樂平接渡鎮袁家村人，清朝政治人物。

## 生平
袁聞拆於光緒七年（1881年）由卑南同知身分奉旨接替趙鈞，擔任台灣府知府。而此官職是台灣清治時期此期間，受台灣道制約的台灣地方父母官。